# Adolfo Cano
Adolfo Cano Contreras (Ciudad de México, 1987) es un empresario, comunicador y divulgador digital mexicano. Es uno de los fundadores de la plataforma digital mexicana Cultura Colectiva creada en 2013.

## Desarrollo profesional
Formado en Mercadotecnia, es uno de los pioneros de la comunicación basada en la tecnología y el entretenimiento, y en poco tiempo logró crecimientos de hasta un 500% anual de la plataforma digital de Cultura Colectiva.
La idea de una plataforma digital para la cultura emergente surgió después de las fiestas que organizaba en 2010 junto con Jorge del Villar y Luis Enríquez, sus socios y cofundadores. En dichas fiestas conseguían reunir el mejor ambiente, iluminación y música perfectas con dj’s, bebidas, cientos de invitados y muralistas que pintaban en vivo. Observaron entonces que no existía un medio de comunicación que le hablara directamente a los millennials y que estuviera centrado en la difusión del talento mexicano en arte y cultura. Fue por esto que decidieron aventurarse, aportando cada uno 25.000 pesos mexicanos.
El proyecto inicial estuvo disperso en diferentes líneas de negocio: fiestas, un restaurante, una galería de arte, una tienda online y talleres artísticos que fomentaban la cultura y la creación. Todo ello alimentaba al proyecto digital que se difundía en las redes sociales que existían entonces, Facebook y Twitter. En 2014 estuvieron a punto de cerrar este episodio, y Cano y sus socios resolvieron la viabilidad del negocio haciendo hincapié en su dimensión digital. Crearon entonces la página web de Cultura Colectiva y continuaron con la difusión de todas sus acciones en redes sociales.
En los siguientes años Cano dio un vuelco a Cultura Colectiva para convertirla en uno de los medios digitales más influyentes de México. Fue el primer medio digital en entrevistar al entonces presidente de México, Enrique Peña Nieto.
Ha sido uno de los pioneros en la difusión de la cultura latinoamericana y del arte emergente en los medios digitales, dando pie a su interacción. Para ello  ha creado contenidos de calidad que inspiran a la audiencia, con los titulares e imágenes justas, y que, mediante el uso de la inteligencia artificial y los algoritmos, se ajustan a los gustos y preferencias de los internautas con contenidos a la medida.
Como conferencista, ha participado en eventos destacados que promueven la cultura digital en México y en los Estados Unidos, como la Mexico Conference 2.0 de la Universidad de Harvard. También fue uno de los 30 emprendedores del futuro elegidos por Forbes en 2016.
En 2017 consiguió que el fondo Dalus México II invirtiera en la plataforma Cultura Colectiva con 72.4 millones de pesos, representando el 15% del capital. La expansión de la plataforma ha logrado un gran desarrollo entre el público latinoamericano en los Estados Unidos, donde también abrieron una sede en Nueva York.

### Producción audiovisual
El siguiente paso que dio con Cultura Colectiva fue la producción audiovisual, con series de cinco minutos y máximo diez capítulos, para lo que se asoció con Argos Comunicación.
La plataforma digital recibe 36.3 millones de visitas únicas al mes (2021) y está a la par con The New York Times y The Guardian en cuanto a visualizaciones de videos, con 700 millones al mes.
Cano piensa que el periodismo digital debe reinventarse con lo digital para no morir y adquirir la fuerza que necesitamos para consumirlo. Considera que el cambio es necesario y que muchas veces es el miedo lo que impide avanzar, «hay que desaprender para entender qué sucede en lo digital y en las redes sociales. Es una época en la que tienes que dejar de tener miedo y probar más redes».

### Tegger
Cano es el fundador de la compañía Tegger, una startup para la recopilación explícita de data que remunera la cesión de datos y que a lo largo del tiempo ha sumado a muchas otras compañías de la economía digital mexicana, incluso a la plataforma de Cultura Colectiva. En Tegger se solicita permiso explícito a los internautas en su plataforma o en otros espacios de navegación, y al obtener los datos, se remunera con criptomonedas.

### NZT Capital
En 2021 el empresario  lanzó NZT Capital, una empresa que ofrece información sobre el mundo de las criptomonedas y de los activos virtuales.

## Enlaces relacionados
- Página Web de Cultura Colectiva
- Página Web de Tegger

- Datos: Q106640218